# Ortwin Baier
Ortwin Baier (* 1958) ist ein deutscher Politiker (SPD). Er war von 2003 bis 2019 Bürgermeister der Gemeinde Blankenfelde-Mahlow und von 2019 bis 2021 Abgeordneter im Landtag von Brandenburg.

## Leben
Baier absolvierte eine Ausbildung zum Polizeivollzugsbeamten und war acht Jahre bei der Bundespolizei tätig. Nach einer weiteren Ausbildung für den mittleren Verwaltungsdienst absolvierte er berufsbegleitend von 1989 bis 1991 ein Studium an der Fachhochschule Wiesbaden, das er als Diplom-Verwaltungswirt (FH) abschloss. Ab 2000 war er Hauptamtsleiter und von 2002 bis 2003 amtierender Amtsdirektor des Amtes Blankenfelde-Mahlow.
Baier war von 1996 bis 2014 sowie von 2016 bis 2020 Mitglied der SPD. Von 1996 bis 2000 war er Mitglied der Stadtverordnetenversammlung von Garz/Rügen. 2003 wurde er erstmals zum hauptamtlichen Bürgermeister der amtsfreien Gemeinde Blankenfelde-Mahlow gewählt. 2018 verzichtete er auf eine weitere Kandidatur als Bürgermeister, woraufhin er nach den Kommunalwahlen 2019 aus dem Amt ausschied.
Bei der Landtagswahl in Brandenburg 2019 wurde Baier im Wahlkreis 25 (Teltow-Fläming III) für die SPD direkt in den Landtag von Brandenburg gewählt. Das Direktmandat gewann er mit 24,8 % der Erststimmen.
Aus Unzufriedenheit mit den Flugrouten des Flughafens Berlin Brandenburg kündigte er im Juli 2020 den Austritt aus der Partei und aus der Landtagsfraktion an. Dieser Austritt erfolgte jedoch nicht. Mit Ablauf des 31. August 2021 legte er sein Mandat im Landtag nieder. Für ihn rückte Simona Koß nach.
Ortwin Baier ist verheiratet und hat vier Kinder.